# Robert Cesar Childers

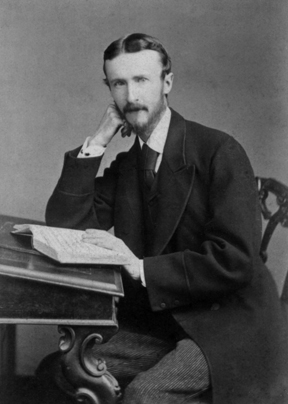
Robert Caesar Childers (1866).

Robert Cesar Childers (sprich tschillders; * 1838 in Nizza; † 28. Juli 1876 in London) gilt als einer der herausragenden Kenner des Pali und des Buddhismus in seiner Zeit. Er war der Vater des Schriftstellers und Anhängers der irischen Unabhängigkeitsbewegung Robert Erskine Childers und der Großvater des irischen Präsidenten Erskine Hamilton Childers.
Childers studierte in Oxford und ging 1860 nach Ceylon. Während eines mehrjährigen Aufenthalts in Ceylon als englischer Zivilbeamter machte er sich mit Hilfe eines Singhalesen mit dem Pâli bekannt. 1864 kehrte er aus gesundheitlichen Gründen nach England zurück, wo er 1872 Unterbibliothekar an der Bibliothek des India Office (Indian Office Library) und später Professor des Pâli und der buddhistischen Literatur am University College in London wurde. Im Journal der Asiatic Society gab er mehrere Pâlitexte mit Übersetzungen sowie Untersuchungen über das Singhalesische, die einheimische Sprache von Ceylon, heraus, die er als Tochter des Sanskrits nachzuweisen versuchte. Sein Hauptwerk ist das preisgekrönte »Dictionary of the Pali language« (London 1875), das eine neue Epoche im Studium der Pâliliteratur und des Buddhismus begründete. An der Herausgabe einer im Manuskript fertigen Pâligrammatik wurde er durch den Tod gehindert. Childers starb am 28. Juli 1876 in London.